# Stade Pie-XII
Le stade Pie-XII est un stade multi-fonction situé à Albano Laziale, dans le Latium, en Italie. Sa particularité est d'accueillir les matches de l'équipe du Vatican de football, bien que ne se situant pas sur le territoire de l'État de la Cité du Vatican. Le stade compte à peu près 1 500 places.

## Histoire
Le stade, baptisé en l'honneur du pape Pie XII et inauguré en 1960, accueille les matches à domicile de l'Associazione Sportiva Dilettantistica Albalonga (A.S.D. Albalonga), le club de football de la ville d'Albano Laziale, mais aussi ceux de l'équipe du Vatican de football, ce micro-État ne possédant pas de stade sur son territoire national.